# Solanum argentinum
Solanum argentinum là loài thực vật có hoa trong họ Cà. Loài này được Bitter & Lillo miêu tả khoa học đầu tiên năm 1913.